# Chloropaschia
Chloropaschia is een geslacht van vlinders van de familie snuitmotten (Pyralidae), uit de onderfamilie Epipaschiinae.

## Soorten
- C. aedesia Schaus, 1925
- C. afflicta Schaus, 1922
- C. aniana Schaus, 1925
- C. brithvalda Schaus, 1922
- C. canities Schaus, 1912
- C. contortilinealis Dognin, 1908
- C. epipodia Schaus, 1925
- C. fabianalis Schaus, 1922
- C. fiachnalis Schaus, 1925
- C. godrica Schaus, 1934
- C. granitalis Felder
- C. hemileuca Dognin, 1910
- C. hollandalis Schaus, 1925
- C. lascerianalis Schaus, 1934
- C. lativalva Amsel
- C. mannusalis Schaus, 1922
- C. nadena Schaus, 1934
- C. pegalis Schaus, 1922
- C. possidia Schaus, 1925
- C. rufibasis Druce, 1910
- C. selecta Schaus, 1912
- C. thermalis Hampson, 1906
- C. venantia Schaus, 1925